# Proizvodna sredstva
Proizvodna sredstva ili sredstva za proizvodnju su dio društvenog bogatstva koji služi za proizvodnju dobara i usluga. Sastoje se od materijalnih sredstava, uređaja i programa, primjenom kojih se u određenom tehnološkom procesu od različitih predmeta (objekata), promjenom njihovih svojstava, dobivaju određeni proizvodi i usluge. U tom smislu razlikujemo sredstva za rad i predmete rada, premda u suvremenim uvjetima, zbog sve većega udjela nematerijalnih proizvoda i procesa u proizvodnji, ta razlika postupno gubi značenje.

## Podjela
Sredstva za proizvodnju mogu se još podijeliti na: 
- prirodna sredstva ili sredstva za rad (zemlja, minerali, voda, plinovi, biljke, divlje životinje i slično),
- proizvedena sredstva ili sredstva za rad (strojevi, tvorničke građevine, uređaji, patenti, računalni programi i slično). Proizvedena sredstva prethodnom proizvodnjom dobivaju posebna svojstva koja im omogućavaju da posluže u proizvodnji novih proizvoda i usluga,
- u sredstva za proizvodnju svrstavaju se i veliki tehnološki sustavi (prijevozni ili transportni, energetski, komunikacijski i slično), iako u pravilu služe i u proizvodne i u potrošne svrhe.

Budući da se sredstva za proizvodnju uporabom postupno ili jednokratno troše, jedan se dio tekuće proizvodnje uvijek mora sastojati od sredstava za proizvodnju namijenjenih zamjeni onih istrošenih. Usavršavanje sredstava za proizvodnju i povećanje njihove raznovrsnosti nazivamo tehnološkim napretkom ili razvojem.

### Sredstva za rad
Sredstvom za rad smatramo cjelokupno tehničko postrojenje nekog poduzeća koje ima zadatak proizvodnje potrebnih dobara ili proizvodnju određenih usluga. Sredstva za rad uključuju zemljišta, zgrade, strojeve, uređaje, prijevozna sredstva, alate, mjerne instrumente i imovinu (inventar). Strojevi u proizvodnim poduzećima dijele se na: 
- pogonske ili energetske strojeve koji služe pretvaranju jednog oblika energije u drugi i kao takvi se dijele na primarne i sekundarne pogonske strojeve; i na
- radne strojeve (na primjer alatni stroj) pomoću kojih radnici djeluju na predmet rada.

#### Uređaji
Uređajima smatramo sredstva za rad koja služe za smještaj obrade i prijevoz predmeta rada. Uređaji se dijele na: 
- energetske koji služe za opskrbu poduzeća raznim oblicima energije;
- proizvodne koji se koriste u tijeku proizvodnog procesa, i
- prijevozne ili transportne koji služe unutarnjem i vanjskom prijevozu.

#### Prijevozna sredstva
Prijevozna ili transportna sredstva služe dopremi materijala iz skladišta materijala ili poluproizvoda iz skladišta poluproizvoda na radna mjesta, otpremi poluproizvoda s jednog radnog mjesta na drugo radno mjesto ili u skladište poluproizvoda, otpremi gotovih proizvoda u skladište gotovih proizvoda, istovaru dopremljenog materijala iz prijevoznog sredstva u skladište materijala i utovaru gotovih proizvoda iz skladišta gotovih proizvoda u prijevozno sredstvo. Sva rukovanja (manipulacije) robom koje se obavljaju unutar poduzeća vrše se sredstvima unutarnjeg prijevoza, a sva rukovanja robom koje se odvijaju izvan okruga poduzeća vrše se sredstvima vanjskog prijevoza.

#### Alati
Alati su jednostavna sredstva za rad kojima se neposredno djeluje na predmet rada.

#### Imovina ili inventar
Imovinu ili inventar čine ona sredstva koja ne sudjeluju neposredno u izradi predmeta rada, ali predstavljaju neophodan uvjet za odvijanje procesa proizvodnje. Dijelimo ga na pogonsku i uredsku imovinu.

## Vanjske poveznice
- Procesno inženjerstvo Hrvatska tehnička enciklopedija, portal hrvatske tehničke baštine. LZMK